# Flughafen Kiel
Flughafen Kiel, også benævnt Flughafen Kiel-Holtenau (IATA: KEL, ICAO: EDHK), er en regional lufthavn i forstaden Holtenau, 7 km nord fra centrum af Kiel i delstaten Slesvig-Holsten, Tyskland.

## Historie
Flyvepladsen blev bygget i 1914 på et område, der stod under vand, af materialer, der kom fra udgravningen af Kielerkanalen. I 1927 blev der oprettet et selskab, der kunne drive lufthavnen, og der kom hurtigt 27 indenrigs- og udenrigsruter, ligesom det tyske luftvåben brugte stedet. I 1937 blev lufthavnen udpeget til militær flyveplads, men der kunne stadigvæk flyves civilt. Der var 2 ruter til henholdsvis Braunschweig og Berlin-Tegel.
Rullebanerne blev udvidet i 1963, og en første terminal blev bygget i 1965. Denne terminal blev anvendt af rutefly til Vestberlin og blev fløjet af amerikanske Pan Am. I 1987 blev den nuværende terminal bygget, og Lufthansa startede en direkte rute til Frankfurt. Senere kom der andre selskaber til, og flere ruter blev oprettet. Blandt andet havde danske Cimber Air en rute til København.
I 1995 overgik lufthavnen igen til civil status, og i 1997 indviede man et nyt kontroltårn, der nu var bemandet med civilt personale. Lufthavnen blev dog stadigvæk brugt til militære formål. En ny hangar blev bygget i 2000. I samme år blev lufthavnens fremtidige udsigter analyseret, og på grundlag af denne analyse blev det i 2002 besluttet at forlænge landingsbanen fra 1300 m til 2100 m. Dette ville have tilladt store jetfly at lande i Kiel. Men antallet af passagerer faldt meget, og den sidste rute lukkede den 23. december 2005. Fra den dag og indtil 3. april 2006 var driften af lufthavnen indstillet, samtidig med at alle udvidelser af området blev skrinlagt for altid. 
Den 2. maj 2006 åbnede Cirrus Airlines en rute til München, som man befløj med et DHC-8-100 fly. Delstaten Slesvig-Holsten havde tilbudt at støtte forbindelsen i 3 år, men passagererne udeblev, og allerede i oktober 2006 lukkede den også. Der er i dag ingen fast trafik til og fra lufthavnen.
Fra 1958 har der været placeret Sea King redningshelikoptere i lufthavnen.